# 베를린의 밤
베를린의 밤(Das Schlangenei, The Serpent's Egg)은 미국에서 제작된 잉마르 베리만 감독의 1977년 드라마, 미스터리, 스릴러 영화이다. 데이빗 캐러딘 등이 주연으로 출연하였다.

## 출연

### 주연
- 데이빗 캐러딘
- 리브 울만
- 하인츠 베넨트